# متحف خلف سعد الغانم للتراث
متحف خلف سعد الغانم للتراث، أحد متاحف منطقة حائل، أسسه خلف سعد غانم الشمري.

## محتويات المتحف
يحتوي المتحف على مجموعة من القطع التراثية الجيدة من حيث الكم ومن حيث الحالة، وقد اشتملت تلك المجموعة على جميع عناصر واستخدامات الإنسان في ذلك العصر ومن خلال مواد الصناعات المتوفرة من أخشاب وأصواف وجلود ومعادن وكذلك التربة ومن خلال الصناعات والأواني الفخارية، وهناك أواني الطبخ والمأكل والمشرب وكذلك أدوات القهوة والأدوات الزراعية والملابس للرجال والنساء وكذلك الحلي وأدوات الزينة للنساء والأسلحة وعدة الحرب.

## وصلات خارجية
- موقع متحف خلف سعد الغانم للتراث على الخريطة.
- أهم المتاحف الخاصة بحائل.